# Mazerolles, Landes
Mazerolles är en kommun i departementet Landes i regionen Nouvelle-Aquitaine i sydvästra Frankrike. Kommunen ligger i kantonen Mont-de-Marsan-Sud som tillhör arrondissementet Mont-de-Marsan. År 2022 hade Mazerolles 670 invånare.

## Befolkningsutveckling
Antalet invånare i kommunen Mazerolles
Referens:INSEE